# AnIML
Analytical Information Markup Language (kurz AnIML) ist ein herstellerübergreifendes XML-basiertes Dateiformat im Bereich der analytischen Chemie. Es handelt sich um ein offenes Format. Ziel ist es Messwerte, Untersuchungsmethoden sowie den Audit Trail zu speichern. Dabei werden digitale Signaturen unterstützt. Der Standard ist modular aufgebaut: ein Kernschema definiert den Dokumentenaufbau. Ein zusätzliches Schema definiert inhaltlich die analytische Technik. Nur das Kernschema ist standardisiert. Die Definitionen analytischer Techniken sind flexibel gehalten und können automatisiert eingelesen werden, falls diese vom Hersteller veröffentlicht wurden. Der thematische Schwerpunkt liegt bei spektroskopischen wie chromatographischen Daten. AnIML verwendet Elemente der SpectroML Auszeichnungssprache für UV-VIS-Spektroskopie und Thermo Electrons GAML. Aus älteren Austauschformaten wie JCAMP-DX und ANDI wurden ebenfalls Teile übernommen. Laborabläufe werden als einzelne Experimentierschritte abgebildet, die auch aus Vorlagen referenziert werden können. Der Standard ist seit 2003 in Entwicklung, befindet sich jedoch noch in einem unveröffentlichtem Stadium. Die Open-Source-Projekte JSpecView sowie OpenChrom unterstützen den Standard. Eine Referenzimplementierung existiert nicht. Die Non-Profit-Organisation SiLA empfiehlt AnIML als Ergänzung zu ihrem Übertragungsstandard für die Gerätekommunikation.